# 欧阳华 (1962年)
欧阳华（1962年10月—），江苏宜兴人，汉族，中国共产党党员。中华人民共和国政治人物、第十三届全国人民代表大会江苏省代表。

## 生平
2018年，欧阳华被选为江苏省出席第十三届全国人民代表大会代表。